# Аносиды

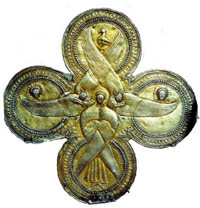
Крест царя Абхазии Георгия II. Дворец Дадиани, Зугдиди

Аноси́ды — средневековая династия князей Абазгии (греч. Αβαζγια) и царей Абхазии (груз. აფხაზთა სამეფო). В иноязычных источниках в княжескую эпоху имели титул архонтов, егуменов, принцепсов; в царскую — в иноязычных басилевсов а в грузинских источниках мепе (груз. მეფე), абхазами именуемые Апсха (Абх. Аҧсҳа).

## История
Вполне вероятна принадлежность к этому роду первых известных князей Абазгии периода Римской империи — Рисмага (131 год, при императоре Адриане) и Ригвадина (303—304, при императоре Диоклетиане), а также Византийской империи — Опсита, князя Восточной Абасгии в 550. Хотя, возможно, князья в Абасгии в то время ещё избирались.
Основателем династии считается Анос, утверждённый на княжеском троне византийским императором Ираклием в 623 году. В 806 году старшая линия рода, имевшая царский титул и правившая Абхазским царством, перенесла свою резиденцию в Кутаиси (Кутатиси). Младшие ветви оставались феодалами на территории Абхазии, некоторые из них занимали должность эристава. В 978 старшая линия пресеклась, и царский трон в Кутаиси перешёл по наследству династии Багратиони. Младшие ветви существуют до настоящего времени.

## Княжеские роды
Потомками Аносидов считаются Абазинские князья Лоовы (с их ответвлениями, ныне кабардинскими родами Ляужевых и Тлеужевых), абхазские князья Ачба и Чхотуа, Абазинскими и грузинские — Чхеидзе (с их ответвлением Эристави-Рачинских). Ветвями Ачба считаются абхазские княжеские фамилии Чаабалырхуа и Шат-Ипа, а также грузинские князья Абхази-Анчабадзе и Мачабели (первого, пресекшегося дома).

## Брачные связи
Абхазо-Абазинский царский род вступал в браки Сасанидами, Багратионами, Хазарами, Аланами.